# Zoran Pavlovič
Zoran Pavlovič (Tuzla, 1976. június 26. –) szlovén válogatott labdarúgó.
A szlovén válogatott tagjaként részt vett a 2000-es Európa-bajnokságon és a 2002-es világbajnokságon.

## Sikerei, díjai
Rudar Velenje
- Szlovén kupagyőztes (1): 1997–98

Dinamo Zagreb
- Horvát bajnok (1): 2000–01

Maribor
- Szlovén bajnok (1): 2008–09
- Szlovén kupagyőztes (1): 2008–09